# Sainthal
Sainthal is een nagar panchayat (plaats) in het district Bareilly van de Indiase staat Uttar Pradesh. 

## Demografie
Volgens de Indiase volkstelling van 2001 wonen er 13.390 mensen in Sainthal, waarvan 52% mannelijk en 48% vrouwelijk is. De plaats heeft een alfabetiseringsgraad van 38%. 